# Łataniszki
Łataniszki (biał. Латанішкі; ros. Латанишки) – dawny chutor na Białorusi, w obwodzie witebskim, w rejonie brasławskim, w sielsowiecie Widze.

## Historia
Pod koniec XIX wieku ówczesna wieś należała do powiatu nowoaleksandrowskiego.
W latach 1921–1945 wieś, a następnie kolonia leżała w Polsce, w województwie nowogródzkim (od 1926 w województwie wileńskim), w powiecie brasławskim, w gminie Widze.
W Powszechnym Spisie Ludności z 1921 roku nie podano liczby ludności. W 1931 w 6 domach zamieszkiwało 27 osób.
Miejscowość należała do parafii rzymskokatolickiej w Widzach. Podlegała pod Sąd Grodzki w Turmoncie i Okręgowy w Wilnie; właściwy urząd pocztowy mieścił się w Widzach.
W okresie radzieckim miejscowość miała status chutoru i podlegała pod kołchoz „Upierad”.